# اسکی صحرانوردی

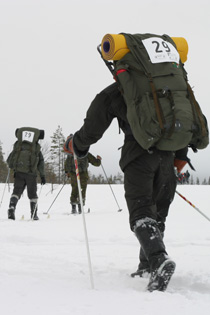

اسکی صحرانوردی یکی از ورزش‌های زمستانی است.
این ورزش در کشورهای سرد و کوهستانی اروپا و آمریکای شمالی محبوبیت دارد. مسافت این مسابقه اسکی ۵۰ کیلومتر است و معمولاً شامل اسکی کردن از فراز و نشیب تپه‌ها و در سطح زمین می‌باشد. وسیله اسکی مخصوص این مسابقه (چوب اسکی) باریک‎‌تر و سبک‌تر از سایر اسکی‌هاست و کفش آن نیز به دلیل مسافت زیاد سبک می‌باشد و از ناحیه پنجه پا به اسکی وصل می‌شود. بتازگی نیز در ایران مسابقاتی در این رشته برگزار می‌شود.

## رشته‌ها
انواع مسابقات و مسافتهای اسکی صحرانوردی:
- مسابقات فردی بهاری ۱ کیلومتر برای زنان و ۲ کیلومتر برای مردان.
- مسابقات گروهی بهاری ۱۰ کیلومتر برای زنان و ۱۵ کیلومتر برای مردان.
- مسابقات فردی زمستانی ۱۰ کیلومتر برای زنان و ۱۵ کیلومتر برای مردان.
- مسابقات گروهی زمستانی ۳۰ کیلومتر برای زنان و ۵۰ کیلومتر برای مردان.